# Корнилович, Георгий Валерьянович
Георгий Валерьянович Корнилович (4 декабря 1888, Волынская губерния, Российская империя — после 1960, Париж, Франция) — русский военно-морской лётчик, лейтенант, участник Первой мировой войны, кавалер Георгиевского оружия (1916). Первый русский морской лётчик Черноморского флота, совершивший 24 января (8 февраля) 1916 года воздушную атаку на подводную лодку UB-7. После Октябрьской революции присоединился к Белому движению, служил в Добровольческой армии Вооружённых сил Юга России и Русской армии Врангеля. Затем эмигрировал во Францию.

## Биография
Георгий Корнилович родился 4 декабря 1888 года в Волынской губернии в семье потомственных дворян. Общее образование получил в Киевском реальном училище. В 1908 году вступил на службу в Российскую императорскую армию. Военное образование получил в Морском кадетском корпусе, из которого был выпущен 10 апреля 1911 года в звании корабельного гардемарина. 16 апреля начал службу в 1-м Балтийском флотском экипаже. 28 октября того же года был назначен в распоряжение Главного морского штаба. 6 декабря получил звание мичмана и был направлен служить в  Черноморский флотский экипаж. По состоянию на август 1913 года служил на должностях вахтенного начальника и ротного командира на эскадренном броненосце «Заветный».
Был направлен на обучение в Отдел воздушного Флота при Офицерской школе авиации, которую окончил в 1914 году, после чего служил в звании морского лётчика в Службе связи Черного моря. 1 января 1915 года Корнилович был произведён в чин лейтенанта. По состоянию на сентябрь 1915 года был морским лётчиком в 1-м корабельном отряде авиации Императорского Черноморского флота России, а к ноябрю следующего года стал начальником  1-го отряда Северо-западного воздушного района авиации Императорского Черноморского флота. Принимал участие в воздушных боях Первой мировой войны. Во время бомбардировки центра угледобычи города Зонгулдак (Османская империя) маневренной группой флота в составе линкора «Императрица Мария», крейсера «Кагул», эскадренных миноносцев «Заветный» и «Завидный», а также гидроавиатранспортов «Александр I» и «Николай I», 24 января (8 февраля) 1916 года в ходе боя атаковал немецкую подводную лодку прибрежного плавания UB-7 проведя бомбометание и обозначив район дымами, чем сорвал её атаку на гидроавиатранспорт Император Александр I. 14 марта 1916 года «за мужество и смелость», которые Георгий проявил в бою, он был пожалован Георгиевским оружием.
После Октябрьской резолюции присоединился к Белому движению, служил в Добровольческой армии Вооружённых сил Юга России и Русской армии Врангеля. После вступления в Добровольческую армию ВСЮР, некоторое время пребывал в распоряжении начальника Морского отдела. С 30 ноября 1918 года Корнилович состоял при Авиационном парке Добровольческой армии, но уже к следующему году служил при 1-м авиационном парке ВСЮР. С 20 марта 1919 года находился в распоряжении командующего Черноморским флотом ВСЮР. В январе 1920 года Георгий Валерьянович был назначен на должность старшего офицера на эсминце «Цериго».
После поражения Белого движения, Георгий Корнилович эмигрировал во Францию. Скончался после 1960 года, предположительно в Париже.

## Награды
Георгий Валерьянович был удостоен следующих наград:
- Георгиевское оружие (Высочайший приказ по Морскому ведомству № 198 от 14 марта 1916[5])
— «за мужество и смелость, проявленные при воздушной бомбардировке Зангулдака 24 января 1916 г., под шрапнельным огнем неприятеля»;
- Золотой знак «За окончание Морского корпуса» (10 апреля 1911).